# Лаборатория кофе
«Лаборатория кофе» — российская компания, занимающаяся обжаркой кофейных зёрен. Изначально основанная российскими предпринимателями Сергеем Лапчевским и Александрой Тищенко как сеть кофеен, обрела известность как обжарщик, интернет-магазин кофейных зёрен и поставщик кофе в такие заведения франшиз, как Coffee Like, Surf Coffee, «Шоколадница». По состоянию на марта 2023 года, является активом инвестиционной компании «Инвеллект».
На май 2017 года Сергею Степанчуку принадлежит 15% «Лаборатории кофе», Борису Чернозубу — 20%, а Сергею Лапчевскому и Александре Тищенко — в равных долях 65%.

## История
С 2012 года Лапчевский занимался открытием бара. Для успешного выполнения задачи ему необходимы были средства, вследствие чего вместе с партнёром они приобрели кофемашину и запустили сервис по продаже кофе с собой, однако через полгода товарищ Сергея принял решение об уходе из этого бизнеса. В результате Лапчевский предложил Александре Тищенко, которая на тот момент уже планировала открывать точку с кофе навынос, развивать кофейный бизнес, приобретя долю размером в 350 000 рублей. В 2014 году в бизнес-центрах Москвы ими было открыто восемь кофеен под названием «Бариста», и вскоре состав владельцев компании, включавший в себя Тищенко, Лапчевского и инвестора Бориса Чернозуба, пополнился бариста Сергеем Степанчуком. Однако после 2014 года в связи со сменой владельцев арендодателей в зданиях, где располагались «Бариста», у них появились конкуренты, что привело к дальнейшему закрытию сети и продаже точек.
После неудачи с кофейнями Тищенко, Лапчевский и Чернозуб приняли решение об основании обжарочного производства. Последний из участников вложил в эту идею, согласно данным Forbes, 5 000 000. Приняв участие в ресторанной выставке «Пир», «Лаборатория кофе» обрела первых клиентов. Однако к концу 2015 года один из крупнейших на тот момент заказчиков перешёл на собственную обжарку, из-за чего компании пришлось снизить объёмы производства. Тем не менее к 2016 году благодаря заказам от франшизы «Шоколадницы» ситуация с обжарочным производством стабилизировалась, а вскоре в результате закупок мелкими клиентами кофейного зерна «Лаборатория кофе» начала развиваться. За 2016 год прибыль «Лаборатории кофе» составила ₽59 000 000, а масса обжаренных кофейных зёрен превысила 54 тонны.
В марте 2018 года «Лаборатория кофе» открыла свою первую кофейню в Москве.

## Награды
| Год  | Событие                           | Категория                                     | Участник            | Результат  | Прим. |
| ---- | --------------------------------- | --------------------------------------------- | ------------------- | ---------- | ----- |
| 2017 | Russian Coffee Tea Industry Event | Российский чемпионат бариста                  | Сергей Степанчук    | 1-е место  | [ 5 ] |
| 2017 | Russian Coffee Tea Industry Event | Чемпионат по кофейной миксологии              | Владимир Шагов      | 2-е место  | [ 5 ] |
| 2017 | Russian Coffee Tea Industry Event | Московский отборочный чемпионат по латте-арту | Владимир Бондаренко | 2-е место  | [ 5 ] |
| 2020 | Coffee Tea Cacao Russian Expo     | Обжарщик года                                 | Артём Сухарев       | 2-е место  | [ 6 ] |
| 2021 | Чемпионат России по обжарке кофе  | Чемпионат России по обжарке кофе              | Владимир Бондаренко | 10-е место | [ 7 ] |
| 2021 | Чемпионат России по обжарке кофе  | Чемпионат России по обжарке кофе              | Алексей Ерошкин     | 11-е место | [ 7 ] |